# 야마노정
야마노정(山野町)은 일본 가고시마현 이사군에 설치되었던 정이다. 현재의 이사시의 일부에 해당한다.